# Aphrophora yohenai
Aphrophora yohenai är en insektsart som beskrevs av Matsumura 1934. Aphrophora yohenai ingår i släktet Aphrophora och familjen spottstritar. Inga underarter finns listade i Catalogue of Life.